# Oleiros
|  | Per a altres significats, vegeu «Oleiros (Portugal)». |

Oleiros és un municipi de la província de la Corunya a Galícia. Pertany a la comarca de la Corunya. Limita al nord amb la ria d'Ares, a l'est amb Sada i Bergondo, al sud amb Cambre i Culleredo i a l'oest amb la Corunya i la ria d'O Burgo.

## Demografia
Oleiros tenia l'any 2017 una població de 35.198 habitants, essent el segon municipi més poblat de la comarca de la Corunya i el desè de Galícia.
| 6.972 | 9.115 | 10.564 | 15.039 | 29.671 |
| Fonts: INE i IGE (Els criteris de registre censal variaren i les dades de l'INE i de l'IGE poden no coincidir.) |       |        |        |        |

## Parròquies

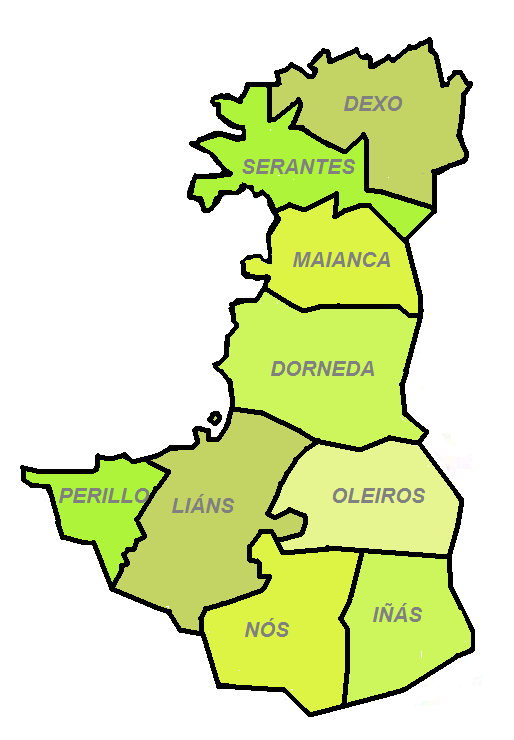
Les nou parròquies d'Oleiros.

- Dexo (Santa María)
- Dorneda (San Martiño)
- Iñás (San Xorxe)
- Liáns (Santaia)
- Maianca (San Cosme)
- Oleiros (Santa María)
- Perillo (Santa Locaia)
- San Pedro de Nós (San Pedro)
- Serantes (San Xián)

## Llocs d'interès
- Platja de Santa Cristina
- Platja de Bastiagueiro
- Platja de Portocovo
- Platja de Mera
- Castell de Santa Cruz
- Museu dels Oleiros
- Casa Charry
- Estàtua de Che Guevara